# ТАРДИС
ТАРДИС (на английски: TARDIS акроним на Time And Relative Dimension In Space) или понякога на български ВОИК е машина на времето и космически кораб, която се появява в британския научнофантастичен сериал Доктор Кой и различните спин-офи.
ТАРДИС е продукт на напредналата технология на Времевите лордове – извънземна цивилизация, към която главния герой на програмата, Доктора, принадлежи. Правилно поддържан и пилотиран ТАРДИС може да транспортира обитателите си във всяка точка на времето и пространството. Интериорът на кораба е много по-голям от екстериора му. Може да се смеси със заобикалящата го среда, използвайки механизма „хамелеон“. Това устройство е развалено, поради което машината прилича на полицейска кабина от 60-те години на XX век, които тогава са били често срещана гледка в Лондон. В сериала се казва, че Доктора е откраднал ТАРДИСа от планетата на Времевите лордове – Галифрей.
Доктор Кой до такава степен е станал важна част от британската популярна култура, че формата на полицейска кабина най-често е свързвана с ТАРДИС, отколкото с истинското си призвание. Името ТАРДИС е регистрирана търговска марка на Британската съобщителна кооперация (BBC).

## История
Когато Доктор Кой се разработва през 1963 г., продуцентският екип обсъжда как трябва да изглежда машината на времето на Доктора. За да вместят дизайна в бюджета си, е решено да изглежда като полицейска кабина. Това е обяснено в контекста на сериала като устройството за дегизировка на кораба, хамелеонският механизъм, с помощта на който кораба се слива с обстановката, за да не привлича внимание. Деветият Доктор обяснява, че, ако ТАРДИС (с работещ хамелеонски механизъм) се материализира в Древен Рим, може да се дегизира като статуя. В контекста на сериала механизмът на ТАРДИСа е развален, поради което винаги изглежда като полицейска кабина. Въпреки опитите на Доктора да го поправи, той твърди, че се е отказал, тъй като е свикнал с вида му.

## Основни характеристики
ТАРДИСите черпят силата си от няколко източника, но най-вече от Времевия вихър, ядро на черна дупка, създадено от Времевите лордове; сингулярност. В епизода The Edge of Destruction (1964) източникът на ТАРДИСа (наречен „сърцето на ТАРДИСа“) е под централната колона на конзолата. Също така, те черпят енергия от цялата вселена, както е разкрито в Rise of the Cybermen (2006), където ТАРДИСът е в паралелна вселена и не може да функционира без кристален силен източник, зареждан от Доктора. Други елементи, необходими за правилното функциониране на ТАРДИСа и изискващи снабдяване включват живак, рядката руда Зейтон 7, времеви кристал, и артронова енергия. Артронова енергия е „утайка от моторите на ТАРДИСа“, която се намира и в мозъците и телата на Времевите лордове.